# 36 Дракона
36 Дракона (36 Draconis, сокращ. 36 Dra) — звезда в циркумполярном созвездии Дракона. 36 Дракона имеет видимую звёздную величину +4,99m (на этом расстоянии видимая звёздная величина уменьшается на 0,129m из-за межзвёздной пыли) и, согласно шкале Бортля, видна невооружённым глазом на пригородном/городском небе (англ. Suburban/urban transition).
Из измерений параллакса, полученных во время миссии Hipparcos, известно, что звезда удалена примерно на 74,8 св. лет (22,92 пк) от Земли. Звезда наблюдается севернее 26° ю.ш., то есть видна севернее Северо-Капской провинции (ЮАР), бухты Мапуту, шт. Западная Австралия, Чили, Аргентины, а также шт. Парана (Бразилия), то есть видна практически на всей территории обитаемой Земли за исключением северных провинций и штатов Австралии, Чили и Аргентины. Видна в северной приполярной области неба круглый год.
Средняя пространственная скорость 36 Дракона имеет компоненты (U, V, W)=( -5.87, -14.4, -50.3), что означает U=−5,87 км/с (движется по направлению от галактического центра), V=−14,4 км/с (движется против направлении галактического вращения) и W=−50,3 км/с (движется в направлении галактического южного полюса). 
36 Дракона движется довольно быстро относительно Солнца: её радиальная гелиоцентрическая скорость равна −35 км/с, что в 3,5 раза больше скорости местных звёзд Галактического диска, а также это значит, что звезда приближается к Солнцу. Звезда приблизится к Солнцу на расстояние 54,44 св. лет через 292 000  лет, когда она увеличит свою яркость на 0,69m до величины 4,3m (то есть звезда будет светить примерно как Эта Ворона светят сейчас). По небосводу звезда движется на северо-восток, проходя по небесной сфере угловое расстояние со скоростью 0,353 ″/год.

### Свойства 36 Дракона
36 Дракона — карликовая звезда спектрального класса F5V, также это указывает на то, что водород в ядре звезды служит ядерным «топливом», то есть звезда находится на главной последовательности.
Масса звезды типична для подобных карликов и равна 1,23 {\displaystyle M_{\bigodot }}. Звезда излучает энергию со своей внешней атмосферы при эффективной температуре около 6638 К, что придаёт ей характерный жёлто-белый цвет. 
В связи с небольшим расстоянием до звезды её радиус может быть измерен непосредственно, и первая такая попытка была сделана в 1967 году. Данные об этом измерении приведены в таблице:
| Имя звезды | Год  | m    | Спектр | D (mas) | Rабс ({\displaystyle R_{\bigodot }}) | Комм.  |
| 36 Дракона | 1972 | 4.80 | F5V    | 0,62    | 1,5                                  | [ 14 ] |
| 36 Дракона | 1975 | 4.80 | F5V    | 0,51    | 0,95                                 | [ 15 ] |
| Вулли 9619 | 1983 | 5.04 | F5V    | —       | 1,1                                  | [ 16 ] |

Eё радиус в настоящее время оценивается в 1,635 {\displaystyle R_{\bigodot }}, то есть первое измерение было наиболее точным. Звезда имеет поверхностную гравитацию 4,1 ± 0,03 СГС  или 126 м/с2, что составляет 46% от солнечного значения(274,0 м/с2). 
Её светимость равна 4,66 {\displaystyle L_{\bigodot }}.  Для того, чтобы планета, аналогичная нашей Земле, получала примерно столько же энергии, сколько она получает от Солнца, её надо было бы поместить на расстоянии 2,16 а. е., то есть во внутреннюю часть главного Пояса астероидов, а более конкретно на орбиту астероида Медуза, чья большая полуось орбиты равна 2,174 а. е.. Причём с такого расстояния 36 Дракона выглядела бы на 20% меньше нашего Солнца, каким мы его видим с Земли — 0,40° (угловой диаметр нашего Солнца — 0,5°).
Звёзды, имеющие планеты, имеют тенденцию иметь большую металличность по сравнению Солнцем, однако 36 Дракона имеет значение металличности равное −0,3, то есть 50% от солнечного значения, что позволяет предположить, что звезда «пришла» из других областей Галактики, где было мало металлов, и рождено в молекулярном облаке благодаря менее плотному звёздному населению и меньшему количеству сверхновых звёзд. 
36 Дракона вращается со скоростью, как минимум, в 4 раза больше солнечной и равной 8,0 км/с, что даёт период вращения звезды, по крайней мере, — 10,6 дней. 
Возраст звезды определён как  2,95 млрд. лет и также известно, что звёзды с массой 1,23 {\displaystyle M_{\bigodot }} живут на главной последовательности порядка 5,6 млрд. лет и таким обозом 36 Дракона ещё не скоро (примерно через 2,65 млрд. лет) станет красным гигантом, а затем, сбросив внешние оболочки, она станет белым карликом. Предполагая, что эволюция жизни на углеродной основе, носит универсальный характер и полагая, что в космосе действуют те же законы, что и на Земле, можно сказать, что на планете аналогичной Земле рядом с 36 Дракона эволюция находится на стадии протерозоя, а более конкретно на стадии калимийского периода: в это время уже есть эукариоты и содержание кислорода в атмосфере постепенно повышалось в результате деятельности древних живых организмов.

### Возможный компаньон
Наблюдения, проведённые в 2010 и 2012 годах, обнаружили слабого спутника на угловом расстоянии 3,3 ″. Судя по возрасту и величине, это красный карлик класса M3, имеющий видимую звёздную величину +8,93m.

## Ближайшее окружение звезды
Следующие звёздные системы находятся на расстоянии в пределах 20 световых лет от звезды 36 Дракона (включены только: самая близкая звезда, самые яркие (<6,5m) и примечательные звёзды). Их спектральные классы приведены на фоне цвета этих классов (эти цвета взяты из названий спектральных типов и не соответствуют наблюдаемым цветам звёзд):
| Звезда        | Спектральный класс | Расстояние, св. лет |
| HIC 86346     | K8 V               | 7.55                |
| Омега Дракона | F5 V               | 7.60                |
| Пси1 Дракона  | F5 IV-V+F8 V       | 11.73               |

Рядом со звездой, на расстоянии 20 световых лет, есть ещё порядка 10 красных, оранжевых карликов и жёлтых карликов спектрального класса G, K и M, которые в список не попали.